# Adolf von Schaumburg

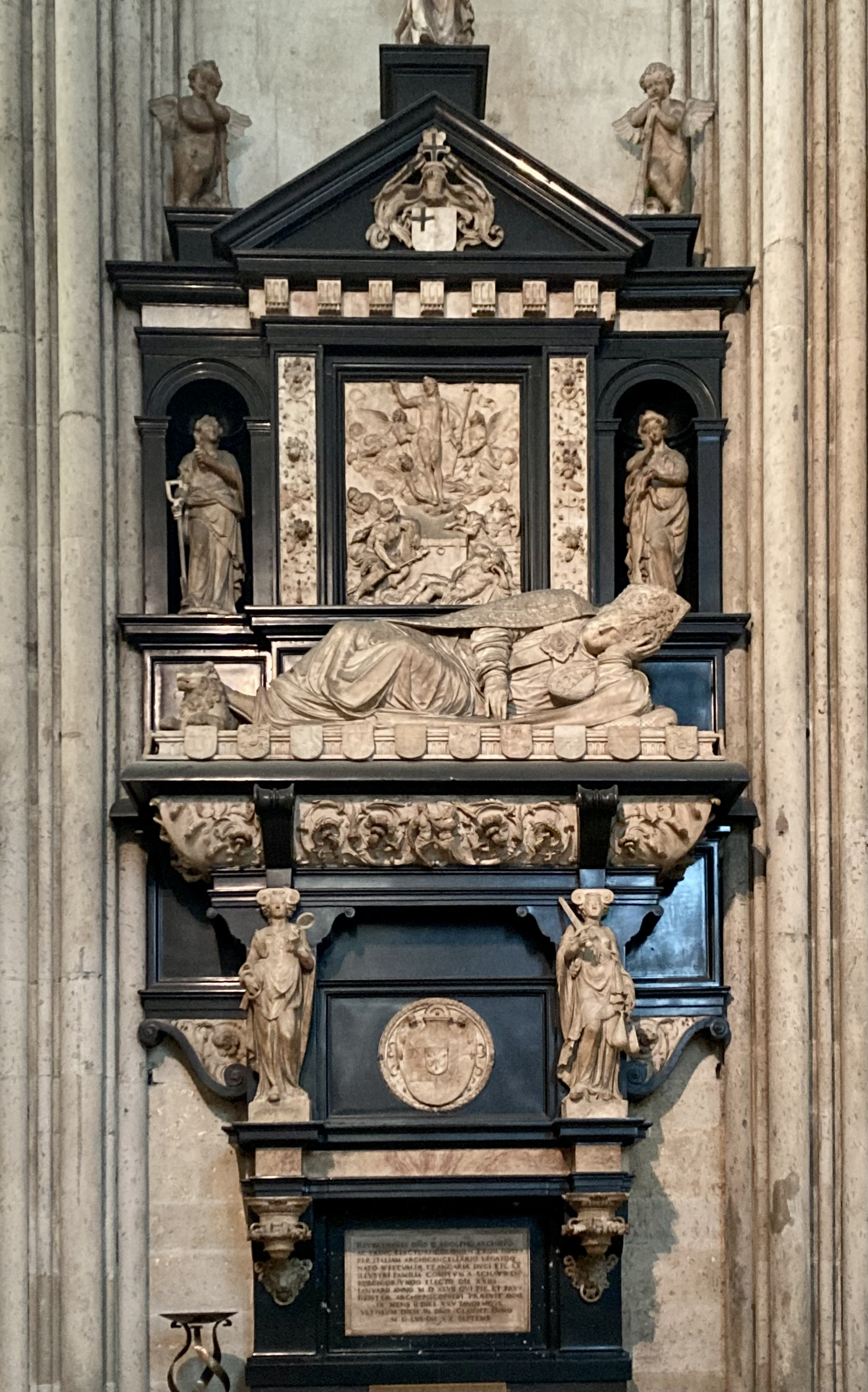
Adolf von Schaumburg: Epitaph im Kölner Dom

Stammwappen der Grafen von Schauenburg (Schaumburg) mit dem Nesselblatt

Adolf von Schaumburg, teilweise auch von Schauenburg genannt, (* 19. Januar 1511; † 20. September 1556 in Brühl) war als Adolf III. von 1547 bis 1556 Erzbischof und Kurfürst von Köln. Er war als Adolf XIII. von 1531 bis 1544 Graf von Holstein-Pinneberg und der Stammgrafschaft Schaumburg.

## Leben

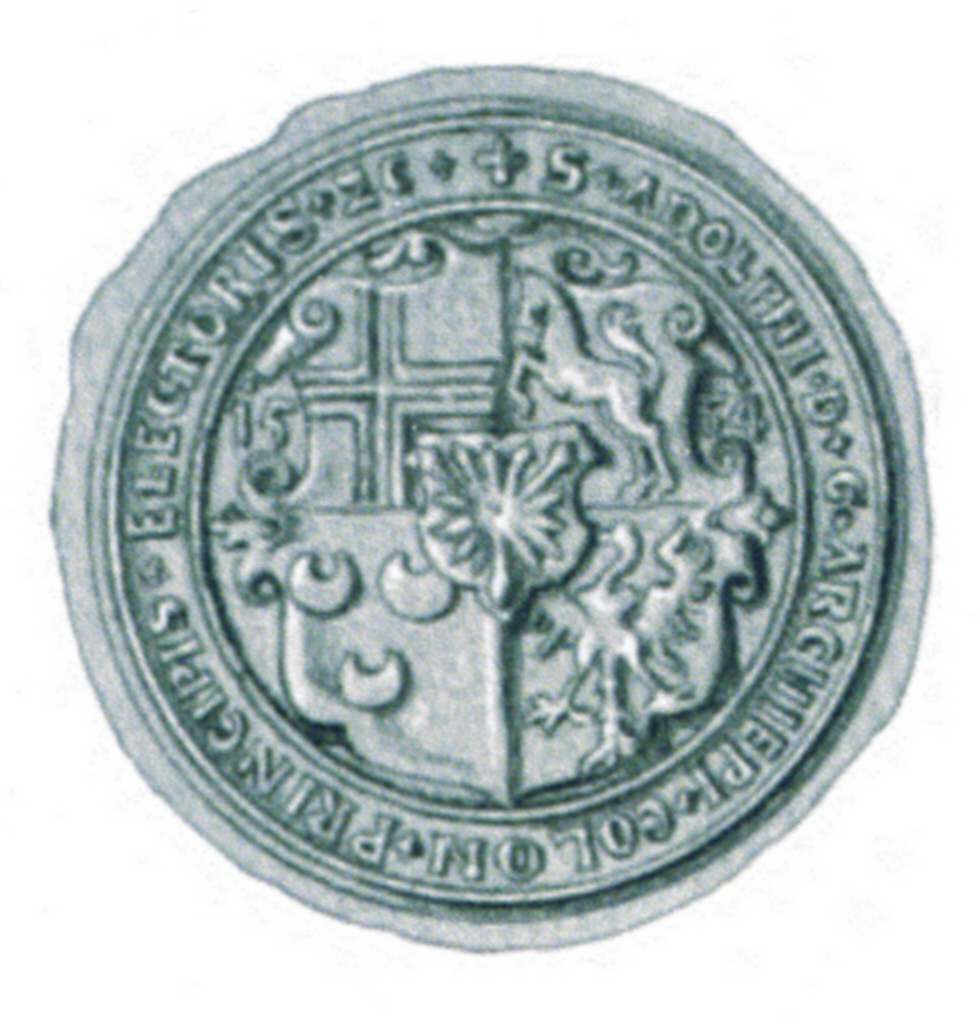
Siegel Adolfs von Schaumburg aus der Zeit um 1545–1556

Adolf entstammte den Grafen von Schauenburg und Holstein und war der dritte Sohn des Grafen Jobst von Schaumburg und Holstein-Pinneberg und dessen Frau Maria von Nassau-Dillenburg. Er wurde am 3. Februar 1511 getauft. Er hatte zwei ältere und sieben jüngere Brüder sowie zwei Schwestern.
Als jüngerer Sohn wurde er für die geistliche Laufbahn bestimmt. 1522 begann er in Löwen zu studieren. Von 1528 ab erhielt er mehrere geistliche Pfründen. Zunächst wurde er am 2. September 1528 Domherr zu Lüttich, wo er am 30. Mai 1533 zum Dompropst aufstieg. In dieser Zeit wurde er auch Propst des Stiftes Heilig Kreuz in Lüttich. 1529 wurde er Domherr zu Mainz und am 23. Dezember 1529 auch zu Köln, wo er später auch Domdechant war. Im selben Jahr erhielt er eine Pfründe als Stiftsdechant an St. Gereon in Köln, wo er 1533 zum Propst avancierte.
1531 starb sein Vater. Da die beiden älteren Brüder mittlerweile gestorben waren, übernahm der 20-jährige Adolf die Regentschaft über die Grafschaft und wurde Vormund seiner Geschwister. Erst am 21. April 1544 verzichtete er endgültig auf seine Regierungs- und Primogeniturrechte zugunsten seines inzwischen 25-jährigen Bruders Otto IV. von Holstein-Pinneberg. Im selben Jahr übernahm er die Vormundschaft für den Grafen von Nassau-Oranien.
Das Kölner Domkapitel wählte Adolf am 17. Dezember 1533 zum Koadjutor des Erzbistums Köln, womit die Option auf die Nachfolge des Erzbischofs Hermann V. von Wied verbunden war. Gemeinsam mit dem Erzbischof bemühte er sich in Rom um die Anerkennung seiner Wahl durch den Papst. Dem Domkapitel hatte er in einer Wahlkapitulation zusagen müssen, dass er sich binnen eines Jahres nach der Übernahme des Amtes als Erzbischof zum Priester und Bischof weihen lassen würde.
Die neue Hofordnung des Kurfürst-Erzbischofs von 1539 hatte Adolf nicht nur zusammengestellt, sondern sich darin auch einen wesentlichen Anteil an den Regierungs- und Hofgeschäften gesichert. Mit den wachsenden Reformationsversuchen des amtierenden Erzbischofs wuchs Adolf eine entscheidende Rolle als Garant des Katholizismus zu. Papst Paul III. forderte ihn am 3. Juni 1543 zu Wachsamkeit gegenüber dem Erzbischof auf und dazu, sein Amt mit Kraft auszuüben.
Nachdem Papst Paul III. Erzbischof Hermann V. von Wied am 3. Juli 1546 seines Amtes enthoben hatte, ernannte er Adolf mit diesem Datum zum Administrator des Erzbistums. Am 24. Januar 1547 wurde Adolf vom Domkapitel als neuer Erzbischof eingeführt. Erzbischof Hermann verzichtete am 25. Februar 1547 förmlich auf sein Amt. Am 3. Mai 1547 empfing Adolf durch Weihbischof Johann Nopel in Köln die Priesterweihe. Er ging sogleich hart gegen protestantische Prediger vor und verbot deren Predigt in seiner Diözese. Er hob viele Veränderungen seines Vorgängers Hermann V. von Wied auf. In Begleitung des Karmeliterprovinzials Eberhard Billick nahm er von September 1547 bis Juni 1548 am Reichstag zu Augsburg teil. Dort spendete ihm am 8. April 1548 in Anwesenheit des Kaisers Kardinal Otto von Waldburg die Bischofsweihe.
1551 nahm der Erzbischof am Konzil von Trient teil. Begleitet wurde er von Johannes Gropper und dem Provinzial der Karmeliten, Eberhard Billick. Auf dem Konzil war er der Zelebrant der Allerheiligenmesse. Der Erzbischof beteiligte sich aktiv am Konzil und übergab diesem am 6. November 1551 ein schriftliches Votum.
Adolf von Schaumburg starb am 20. September 1556, einem Sonntag, in Brühl und wurde im Kölner Dom beigesetzt. Sein Epitaph und das seines Bruders und Nachfolgers Anton von Schaumburg wurden 1561 von Cornelis Floris geschaffen. Sie gleichen sich fast vollständig und waren einander gegenüberliegend an den beiden östlichen Chorschranken angebracht. 1841 oder 1863 wurden sie an ihren heutigen Standorten in der Stephanus- bzw. Engelbertuskapelle neu aufgestellt.
Der Kurfürst-Erzbischof hinterließ einen unehelichen Sohn, Arnold von Schaumburg. Am 24. November 1561 bat Adolfs jüngerer Bruder, Graf Erich, von Horneburg aus den Bruder Otto IV. darum, Arnold, dem Sohn ihres Bruders Adolf XIII., des verstorbenen Erzbischofs von Köln, zu helfen, damit er bei seinem Studium vorankomme. Arnold wurde um 1550 geboren und war 1576–1616 Verwalter des Domkapitels zu Köln für die Höfe Oer und Körne im Vest Recklinghausen.

## Siegel
Umschrift: S[IGILLUM] * ADOLPHI * D[EI] * G[RATIA] * ARCHIEPISCOPI[S] * COLON[IENSIS] * PRINCIPIS * ELECTORIS * ZC 

Siegel Adolphs von Gottes Gnaden Erzbischof von Köln (und) Kurfürst